# Jan de Munck (bouwmeester)

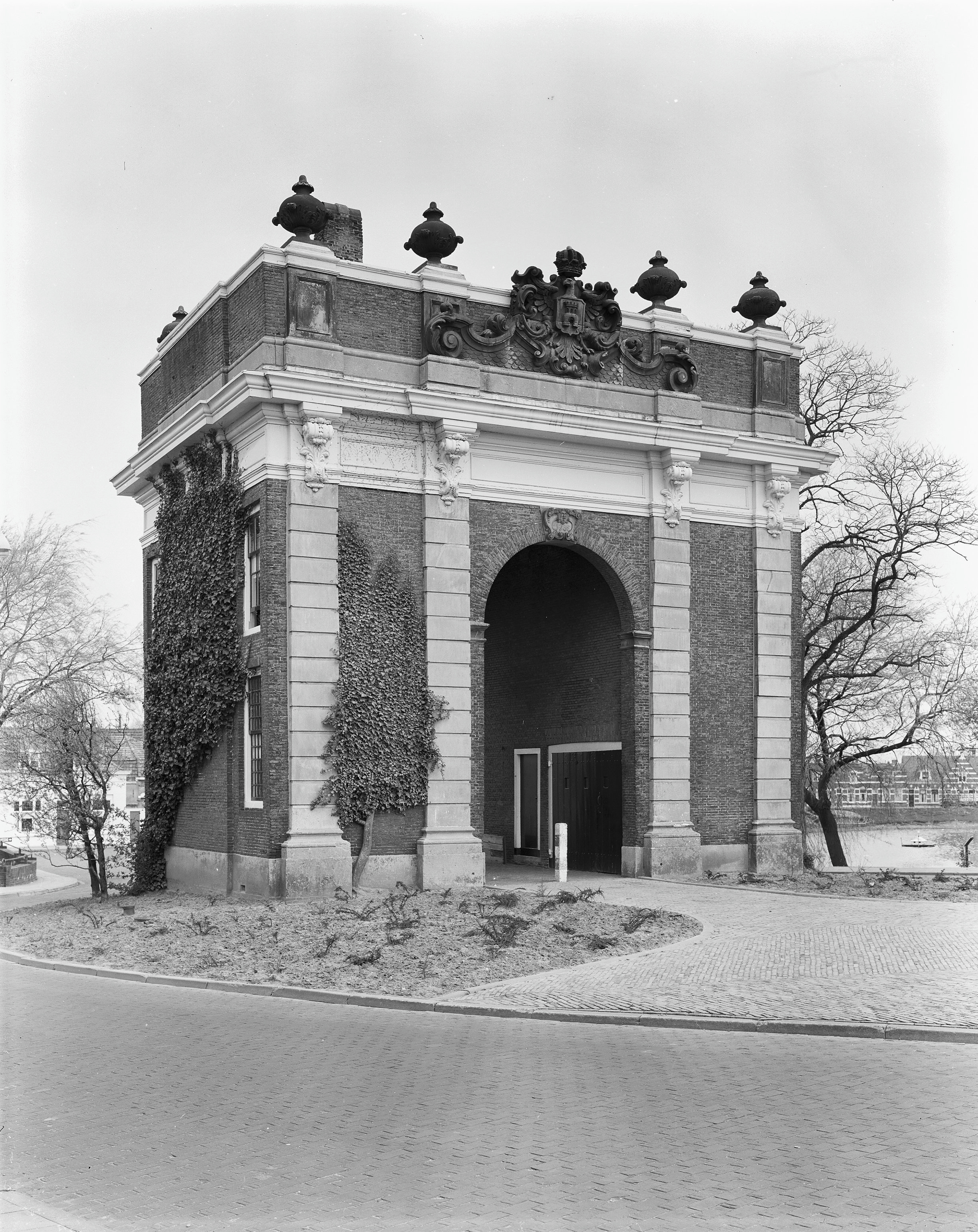
Koepoort in Middelburg

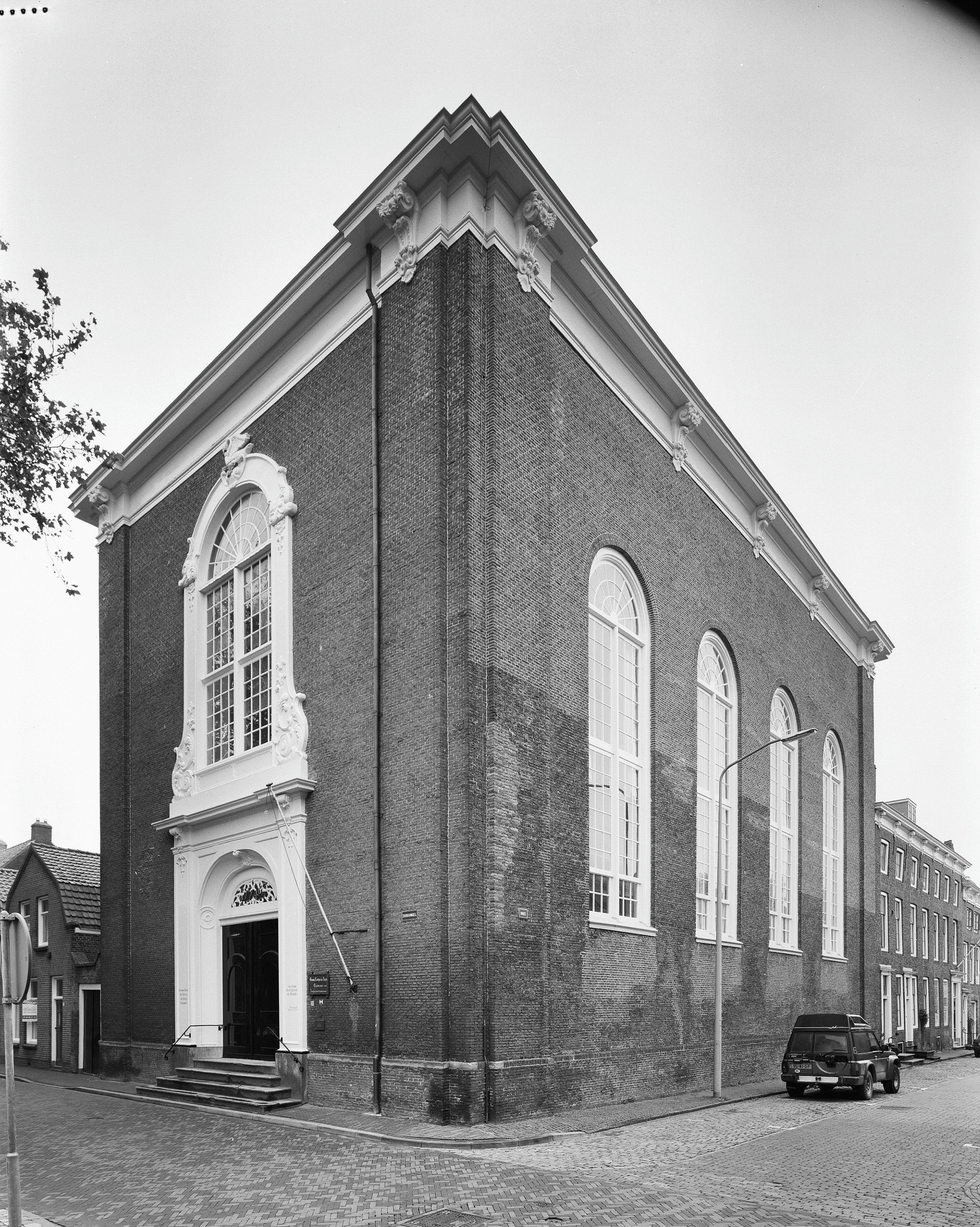
Lutherse Kerk in Middelburg

Jan de Munck (Hulst, 12 september 1687- Middelburg, 24 februari 1768) was een Nederlandse architect. Afkomstig uit Hulst, was hij van 1730 tot 1758 stadsbouwmeester van Middelburg. In die functie was hij aldaar verantwoordelijk voor enige interne verbouwingen van het Stadhuis (in 1731, 1739-1740 en 1744). Ook gaan het bordes bij de hoofdingang (1756), de zonnewijzer van de vleeshal (1729) en de hardstenen pomp aan de achterzijde op hem terug.
Verder tekende hij in Middelburg voor de restauratie van de Lange Jan (1732-1734). In 1735 liet hij na blikseminslag het bovendeel van der toren van de Kloveniersdoelen afbreken. Samen met Jan Pieter van Baurscheidt de Jonge bouwde hij van 1735 tot 1739 de Koepoort. Naar zijn ontwerp verrezen het Pakhuis van de Commercie Compagnie bij de Segeerspoort (Nieuwepoortstraat 14, 1738-1739), het IJkkantoor (Zuidsingel 92, 1739) en de voormalige Lutherse Kerk (Zuidsingel 70, 1738-1742). Niet bewaard zijn van zijn hand een glasblazerij (1732), een hijskraan op de Dam (1746), het Tuchthuis (verbouwd 1748-1749) en de Manege (1753).
De Munck was een bezeten amateur-astronoom. In 1747 werd hij door stadhouder Willem IV tot zijn hofsterrenkundige benoemd, op voorspraak van de uit Middelburg afkomstige rentmeester-generaal van de domeinen Johan Radermacher, maar naar het schijnt op eigen verzoek. In 1735-1737 bouwde hij voor zichzelf een statig woonhuis aan het Molenwater ('Het Observatorium', nu Zuidsingel 126), met een hoge, al in 1775 afgebroken toren die als particuliere sterrenwacht diende. Zo bestudeerde hij o.m. op 29 november 1743 een grote komeet, wat zijn stadgenote Petronella Johanna de Timmerman tot een gedicht inspireerde. 